# 小崎一男

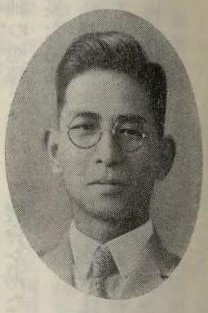
小崎一男

小崎 一男（おざき かずお、1896年1月1日 - ?）は、日本の発明家。
岡山県上道郡西大寺町（現・岡山市東区）出身。1914年（大正3年）に岡山県立工業学校機械科を優等で卒業した。その後、三菱造船株式会社神戸造船所に入り、1920年（大正9年）に技師となった。
1933年に全国発明表彰進歩賞を受賞している。

## 特許
- 特許第80260号 回転体連動装置
- 特許第81650号 回転体連動装置